# 6612 Hachioji
6612 Hachioji este un asteroid din centura principală de asteroizi.

## Descriere
6612 Hachioji este un asteroid din centura principală de asteroizi. A fost descoperit pe 10 martie 1994 la Yatsugatake de Yoshio Kushida și Osamu Muramatsu. Asteroidul prezintă o orbită caracterizată de o semiaxă mare de 2,42 ua, o excentricitate de 0,15 și o înclinație de 3,8° în raport cu ecliptica.